# اندری هوزنکو
اندری هوزنکو (اوکراینی: Андрій Леонідович Гузенко؛ زادهٔ ۱۹ فوریهٔ ۱۹۷۳) بازیکن فوتبال اهل اوکراین است.
از باشگاه‌هایی که در آن بازی کرده‌است می‌توان به باشگاه فوتبال تورپیدو زاپروژیا، باشگاه فوتبال کریلیا سووتوف سامارا، باشگاه فوتبال قزل‌یار، باشگاه فوتبال کارپاتی لویو، باشگاه فوتبال ایرتیش پاولودار، باشگاه فوتبال آتیراو، و باشگاه فوتبال فورسکلا پولتاوا اشاره کرد.